# تایتنیک (اکلاهما)
تایتنیک(به انگلیسی: Titanic) شهری در شهرستان ادیر در ایالت اکلاهما کشور ایالات متحده آمریکا است که جمعیت آن در سرشماری سال ۲۰۱۰ میلادی، ۳۵۶ نفر بوده‌است.